# Wシリーズ
『Wシリーズ』（W series）は、講談社タイガより発行されている森博嗣の小説シリーズである。

## 概要
同作者の『百年シリーズ』で登場したウォーカロン (walk-alone) が存在する未来の世界での話である。ウォーカロンは今作で「単独歩行者」という訳が当てられている。また内容やタイトル、章タイトル（疑問形）などから百年シリーズの続編とも捉えることができる。
森博嗣の既刊シリーズを読まずとも単独シリーズとして読むことができるが、他シリーズとの密接な関わりを持っていることが示唆されている。作者は旧作のどれを読んでおく必要があるのか、という質問に対し、「べつにどれも読む必要はありません」としながらも「ただし、どうしても挙げろと言われれば、百年シリーズ３部作でしょうか。その次は、Gシリーズ」と答えている。
2018年に全10作で完結し、2019年からは続編となる『WWシリーズ』の刊行が講談社タイガでスタートしている。
1作目は講談社タイガの創刊ラインナップのひとつであり、本作が森博嗣の小説で初めての文庫書き下ろしとなる。表紙デザインは引地渉。

## 舞台
作者の他作品で登場するマガタ・シキ(ただし彼女を含め本シリーズと他作品とのリンクは明示されていない)が精力的に活動していた時期から百数十年経過した未来。人体機能の向上や老化の回避のため臓器や器官を人造のものに取り換えることが一般的となり、殆ど人が死なない世界となった一方で、原因不明のまま子供が生まれなくなったことが世界的問題となっている。
情報技術、特に人工知性と仮想現実に関連する技術が成熟している。登場する人工知能の多くは分野を限定しない汎用的な知性であり、国家や大企業がその運営に人工知能の助言を求めることは普通の状況となっている(大衆の合意を基とする民主主義に対して「真義主義」と言及されている)。更に人工知能間での情報交換も一部で行われているようで、(現実世界における国家間、組織間関係と同じように)仮想世界における勢力争いも見られる。
また、自律型ロボットであるウォーカロンが普及し、社会の各所で人間と共に活動している。ウォーカロンは外見や反応において人間との差異が明快でなく、個々の人格をもち生活習慣も人間と変わらない。一方で実務能力は高く、人間の社会がウォーカロンに乗っ取られてしまうことへの懸念が残っている。そのためウォーカロンは要職につけない傾向があったり製造時の調整が課せられていたりする。主要なウォーカロンメーカが 5社あり(社名の頭文字を並べて「WHITE」と称されている)、社会的影響力の大きさから彼らの動向はつねに注目されている。
シリーズを通じた主要な登場人物は日本の情報局に所属していて、物語の舞台のいくつかは日本国内である。主人公が研究者であることからシリーズ中に研究者が多く登場し、科学技術やその将来についての議論や新理論の創出が描写される。

## 登場人物
ハギリ・ソーイ
主人公。日本の情報局に属する研究者。シリーズ中では人間とウォーカロンの差を研究テーマとする。世界にインパクトを与える研究業績が幾つかあり、訪問先で厚遇されることもある。シリーズ中卓越した(予測できない)ひらめきを見せる。
ウグイ・マーガリィ
日本の情報局員。武器や航空機、自動車に詳しい。以前古典を専攻しており古い言い回しやことわざをよく知っている。6作目までハギリの身辺警護を行っていたが、昇進により、7作目から現場を離れる。
アネバネ
日本の情報局員。2作目よりハギリの身辺警護として登場。ウグイの部下。
キガタ・サリノ
4作目にて情報局の研究所を襲撃した少女(ウォーカロン)。その後日本の情報局員となり 7作目からウグイに代わってハギリの身辺警護にあたる。
シモダ
ウグイとハギリの上司。ハギリが研究を行う施設「ニュークリア」の局長。
ツェリン・パサン
医療関係の研究者。現代においても子供が生まれ続けているチベットの特区・ナクチュを研究していた。自身で出産した息子がいる。
ハンス・ヴォッシュ
ドイツ人の科学者。100年ほど前にノーベル賞を受賞している。物理学と生物学に精通する、世界の天才の一人で学界の重要人物。
タナカ
ウォーカロンメーカに属していた研究者。ウォーカロンを連れて脱走しナクチュ近隣のフフシルで隠遁生活を送っていたが、ハギリの伝手で日本に帰国し情報局に所属。健康上の理由により日本で治療するまでは人工細胞を体内に入れず「自然な」肉体を持っていた。娘が一人いる。
デボラ
トランスファ。人工知能やウォーカロンと異なり、肉体を持たずにネット空間を自由に移動できる知性。電子頭脳に入り込めるため、電子頭脳を持った肉体を操ることができる。ハギリの良き話し相手。
アミラ
人工知能。ナクチュの近く、HIXの敷地内の古い天文台に設置されている。エネルギー不足のため動作停止し、その存在すら長らく忘れられていたがシリーズ内で復旧。アミラはヴォッシュが付けた名前で、本来の名前はスカーレット。
オーロラ
人工知能。北極海底にある潜水艦ブルームーンに設置されていた。その後日本に帰還し、バーチャルの村、テルグの住人になった。時に応じて知性のサブセットをロボット内に構築し、独立した知性として現実世界の会議や講義に参加する。
ベルベット
人工知能。フランスの古城に設置され、外部からのインプットのみを行っていた。本来の名前はテラ、エッグ。
ペガサス
日本を代表する人工知能。本体は日本コーキョの地下に隔離されているが、必要な場合少年の姿をしたロボットをインターフェイスとして議論に参加したりする。
マガタ・シキ
200年前の科学者。本シリーズに現れる人工知能など科学技術の礎を築いた天才で伝説の人物。
サエバ・ミチル
100年前に惨殺された人物。

## シリーズ作品
講談社タイガより書き下ろしで刊行。
1. 彼女は一人で歩くのか？ Does She Walk Alone?（2015年10月発行、ISBN 978-4-06-294003-0）
2. 魔法の色を知っているか？ What Color is the Magic?（2016年1月発行、ISBN 978-4-06-294013-9）
3. 風は青海を渡るのか？ The Wind Across Qinghai Lake?（2016年6月発行、ISBN 978-4-06-294036-8）
4. デボラ、眠っているのか？ Deborah, Are You Sleeping?（2016年10月発行、ISBN 978-4-06-294037-5）
5. 私たちは生きているのか？ Are We Under the Biofeedback?（2017年2月発行、ISBN 978-4-06-294061-0）
6. 青白く輝く月を見たか？ Did the Moon Shed a Pale Light?（2017年6月発行、ISBN 978-4-06-294075-7）
7. ペガサスの解は虚栄か？ Did Pegasus Answer the Vanity?（2017年10月発行、ISBN 978-4-06-294090-0）
8. 血か、死か、無か？ Is It Blood, Death or Null?（2018年2月発行、ISBN 978-4-06-294099-3）
9. 天空の矢はどこへ？ Where is the Sky Arrow?（2018年6月発行、ISBN 978-4-06-511817-7）
10. 人間のように泣いたのか？ Did She Cry Humanly?（2018年10月発行、ISBN 978-4-06-513594-5）

## 関連シリーズ
- S&Mシリーズ
- Vシリーズ
- 百年シリーズ
- 四季シリーズ
- Gシリーズ
- Xシリーズ